# Helmut Zenker
Helmut Zenker (* 11. Jänner 1949 in St. Valentin; † 7. Jänner 2003 in Wien) war  österreichischer Schriftsteller, Songwriter und Drehbuchautor.

## Leben

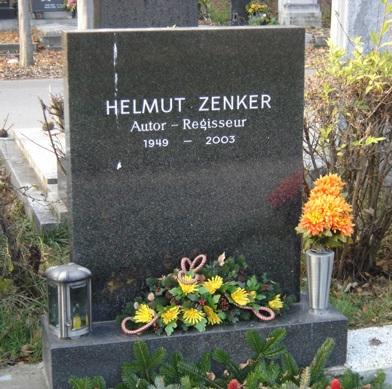
Zentralfriedhof Wien – Grab Helmut Zenkers (November 2004)

Helmut Zenker absolvierte die Pädagogische Akademie in Wien und arbeitete an Haupt- und Sonderschulen in Wien und Tirol, war aber auch als Lastwagenfahrer und Filmvorführer tätig. Er gründete 1969 mit Peter Henisch die Literaturzeitschrift Wespennest. Seit 1973 war Zenker freier Schriftsteller.  Er beteiligte sich rege an Autorenlesungen, unter anderem am Linken Wort im Rahmen des jährlichen Volksstimmefests im Wiener Prater.
Im Jahre 1974 schrieb Zenker die erste Satire um den Wiener Polizeimajor Adolf Kottan – sie wurde nicht veröffentlicht. Schließlich verwandelte er das Manuskript über Kottan in ein Hörspiel, das 1975 vom SWF produziert wurde. 1976 wurde am Wiener Volkstheater in der Direktion von Gustav Manker Zenkers erstes Stück, Wahnsinnig glücklich, mit dem jungen Karlheinz Hackl unter der Regie von Rudolf Jusits uraufgeführt. 1976 erlebte Major Kottan seine Bildschirmpremiere in einem 90-minütigen Fernsehfilm des ORF. Regie führte Peter Patzak, der auch alle weiteren Kottan-Folgen für den ORF inszenierte. Die von 1976 bis 1983 produzierte Serie Kottan ermittelt erlangte insbesondere mit Lukas Resetarits in der Hauptrolle große Beliebtheit.
Mitte der 1980er verfasste Zenker einige im Wiener Dialekt gehaltene Liedtexte für Kottans Kapelle und Hans Krankl, zum Beispiel Rostige Flügel, Lonely Boy und Aspirin.
1990 gründete Zenker mit Major Kottan den CABAL-Verlag, in dem ausschließlich Bücher von Helmut Zenker erschienen. 1990 bis 1998 war die von ihm geschriebene TV-Serie Tohuwabohu erfolgreich.
Zenker war Mitglied der Kommunistischen Partei Österreichs. Er starb am 7. Jänner 2003, vier Tage vor seinem 54. Geburtstag. Als Todesursache wird zum einen Nierenversagen, zum anderen eine Tumorerkrankung angegeben. Er wurde in einem ehrenhalber gewidmeten Grab der Stadt Wien auf dem Wiener Zentralfriedhof (Gruppe 40, Nummer 89) beigesetzt.
Der Autor und Politikwissenschaftler Tibor Zenker (* 1976) ist ein Sohn von Helmut Zenker.

## Auszeichnungen
- 1974 Theodor-Körner-Preis
- 1985 Adolf-Grimme-Preis mit Bronze für die Folge Smoky und Baby und Bär von Kottan ermittelt (zusammen mit Peter Patzak)
- 1993 Goldene Romy

## Werke
- Kriminalromane
  - Schussgefahr (zusammen mit Margit Zenker, 1979, Athenäum-Verlag, Königstein)
  - Kottan ermittelt, acht Bände
  - Original Wiener Blut (Kriminalstories), 1989
  - Minni Mann, vier Bände:
    - Minni Mann (1989, Europaverlag, Wien)
    - Kleine Mann – was nun? (1989, Europaverlag, Wien)
    - Die Mann im Mond (1990, Europaverlag, Wien)
    - Die Mann ist tot und läßt Sie grüßen (1990, Europaverlag, Wien)

  - Nichts geht mehr, 1990
  - Neon City, 1991

- andere
  - 1972 Aktion Sauberkeit (Gedichte und Prosa)
  - 1973 Wer hier die Fremden sind (Roman)
  - 1974 Kassbach (Roman)
  - 1974 Für einen wie dich (mit Friedemann Bayer)
  - 1975 Köck
  - 1976 Herr Novak macht Geschichten (Kinderroman)
  - 1977 Der Drache Martin (Kinderroman)
  - 1977 Das Froschfest (Roman)
  - 1978 Der Gymnasiast (Erzählung)
  - 1978 Die Entfernung des Hausmeisters (Geschichten)
  - 1988 Hinterland (Roman)
  - 1988 Der Drache Martin und das entführte Gespenst (Kinderroman)
  - 1990 Spottbuch (Roman)
  - 1991 Kassandro (Kinderroman)
  - 2003 Mondgeschichten (Kurzprosa)
  - 2003 Tohuwabohu (Buch zur Fernsehserie)

- Hörspiele
  - 1975 Kottan ermittelt, SWF/ORF
  - 1976 Der Vertreter (gemeinsam mit Gernot Wolfgruber)
  - 1976 Mutter, Vater. Kind (gemeinsam mit Gernot Wolfgruber) SWF
  - 1977 Das Fenster SR/WDR
  - 1978 High Noon (gemeinsam mit Gernot Wolfgruber)
  - 1979 Angebot und Nachfrage SWF
  - 1979 Chance ORF-Steiermark

- Fernsehfilme
  - „Kottan ermittelt“, 1976–1985, Regie: Peter Patzak
  - „Jetzt oder nie“, 1980, Regie: Peter Patzak
  - „Gedankenketten“, 1979, Regie: Dieter Lemmel
  - „Santa Lucia“, 1979,  Regie: Peter Patzak
  - „Match“, 1980, Regie: Peter Patzak
  - „Beruf Weihnachtsmann“, 1981, Regie: Ernst Josef Lauscher
  - „Der Fahnder“, 1985
  - „Der vierte Mann“, 1991–1995 Regie: Werner Woess, Kurt Junek
  - „Tohuwabohu“, 1990–1998

- Kinofilme
  - 1978 „Kassbach“, Regie: Peter Patzak, mit Walter Kohut, Immy Schell, Konrad Becker, Walter Davy, Franz Buchrieser, Hanno Pöschl, Heinz Petters, Erni Mangold, Heinrich Strobele
  - 1978 „Schwitzkasten“, Regie: John Cook, mit Hermann Juranek, Christa Schubert
  - 1981 „Den Tüchtigen gehört die Welt“, Regie: Peter Patzak, mit Franz Buchrieser, Walter Davy, Peter Neubauer, Frank Gorshin, Bibiane Zeller, Lukas Resetarits, Maria Bill
  - 1983 „Die Artischocke“, Regie: John Cook, mit Maryline Abecassis, Catherine Dressler, Johanna Froidl, Sibylle Kos, Michael Riebl
  - 1984 „Tiger – Frühling in Wien“, Regie: Peter Patzak, mit Art Metrano, Eddie Constantine, Veronika Faber, Heinz Moog, William Berger, Lukas Resetarits

- Theaterstück
  - 1976 „Wahnsinnig glücklich“ (Volksstück) Volkstheater Wien